# Primal Scream (альбом)
Primal Scream — второй студийный альбом шотландской рок-группы Primal Scream, выпущенный в 1989 году.

## Список композиций
1. «Ivy Ivy Ivy» — 3:07
2. «You’re Just Dead Skin to Me» — 4:42
3. «She Power» — 3:10
4. «You’re Just Too Dark to Care» — 3:09
5. «I’m Losing More Than I’ll Ever Have» — 5:11
6. «Gimme Gimme Teenage Head» — 2:30
7. «Lone Star Girl» — 3:14
8. «Kill the King» — 3:30
9. «Sweet Pretty Thing» — 2:20
10. «Jesus Can’t Save Me» — 1:45

## Участники записи
- Primal Scream:
  - Бобби Гиллеспи — вокал, тексты
  - Роберт Янг — соло-гитара
  - Эндрю Иннес — соло-гитара
  - Мартин Даффи — пианино
  - Филлип Томанов — ударные
- Генри Олсен — оркестровые партии
- Sister Anne — продюсер
- Джейн Хоутон, Карен Паркер, Люк Хейс — фото
- Джейн Хоутон — оформление обложки